# يانغون يونايتد
نادي يانغون يونايتد هو نادي كرة قدم بورمي مقره هو ملعب بوغيوك أونغ سان، في يانغون، ميانمار. مالك النادي هو ياي زا، وهو أحد أبرز رجال الأعمال البورميين. تأسس الفريق رسميا في عام 2009. ويلعب في ملعب ثوفونا في يانغون.